# 羽黒村 (愛知県)
羽黒村（はぐろむら）は、かつて愛知県丹羽郡にあった村。
現在の犬山市の南部に該当する。

## 地理
- 入鹿池 - 寛永10年（1633年）に築かれたため池。1868年（明治元年）には大雨によって堤が決壊し（入鹿切れ）、羽黒村を中心として死者941人という甚大な被害を出した。

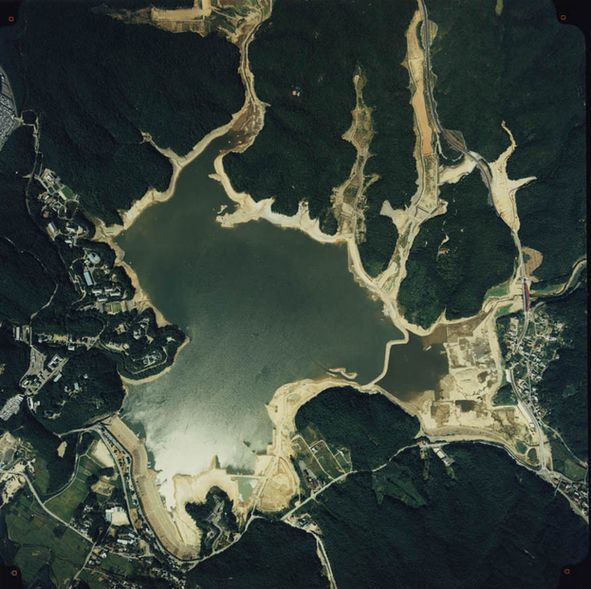
入鹿池

## 歴史
- 江戸時代末期、犬山藩領であった。
- 1878年（明治11年）12月28日 - 羽黒村と十吉新田が合併し、羽黒村（初代）が発足。
- 1889年（明治22年）10月1日 - 町村制施行により、羽黒村と羽黒新田が合併し、改めて羽黒村が発足。
- 大正時代 - 金融機関として加茂郡銀行羽黒支店と小牧銀行羽黒支店があった。
- 1954年（昭和29年）4月1日 - 羽黒村、犬山町、城東村、楽田村、池野村が合併して市制施行し、犬山市が発足。

## 経済

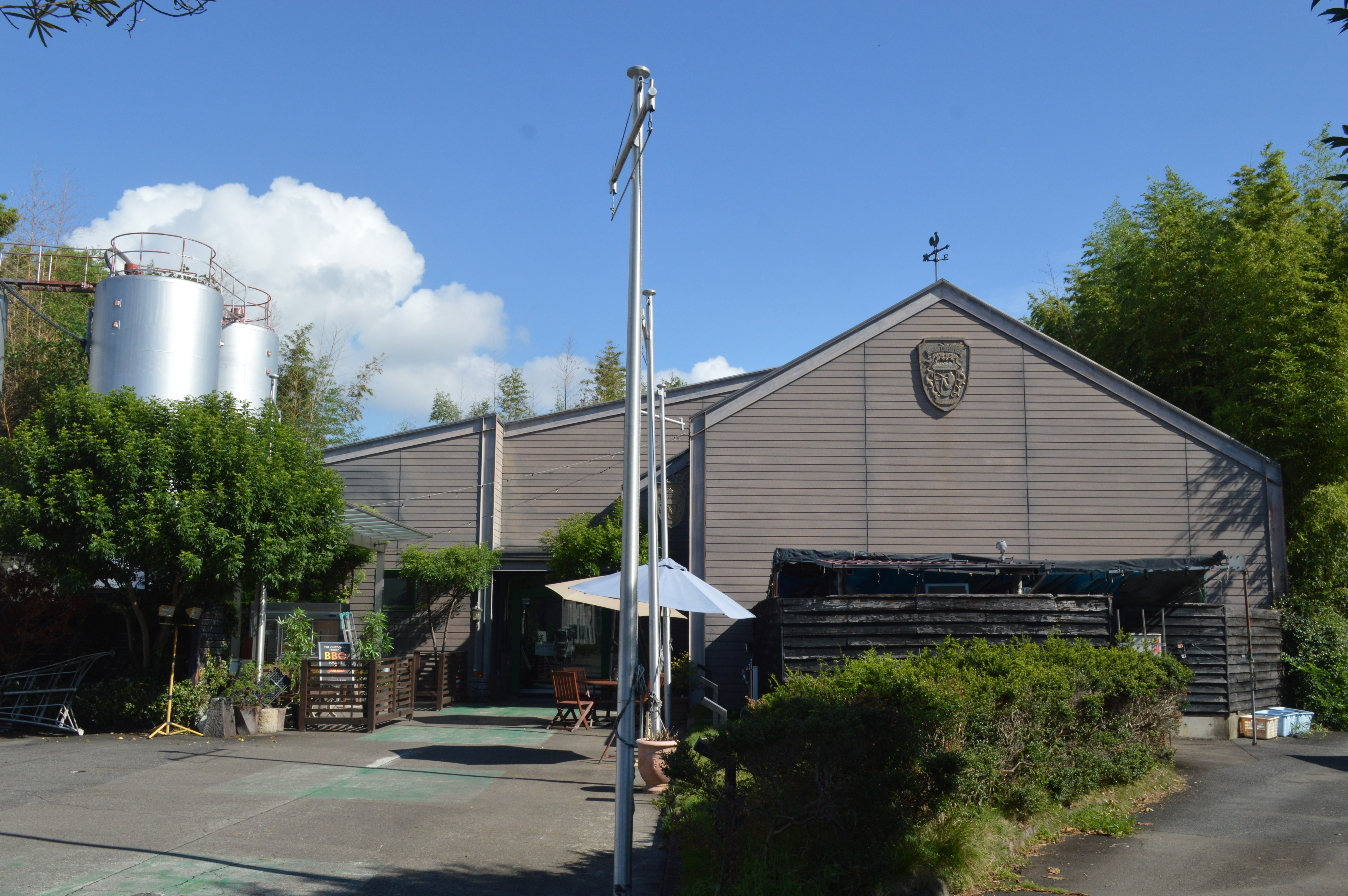
小弓鶴酒造

- 小弓鶴酒造 - 嘉永元年（1848年）創業の酒造メーカー。
- 東洋自慢酒造 - 1902年（明治35年）創業の酒造メーカー。

## 教育
- 羽黒村立羽黒中学校（1960年に楽田中学校、池野中学校と統合。現・犬山市立南部中学校）
- 羽黒村立羽黒小学校（現・犬山市立羽黒小学校）

## 交通
- 名古屋鉄道小牧線
  - 羽黒駅

## 神社・仏閣

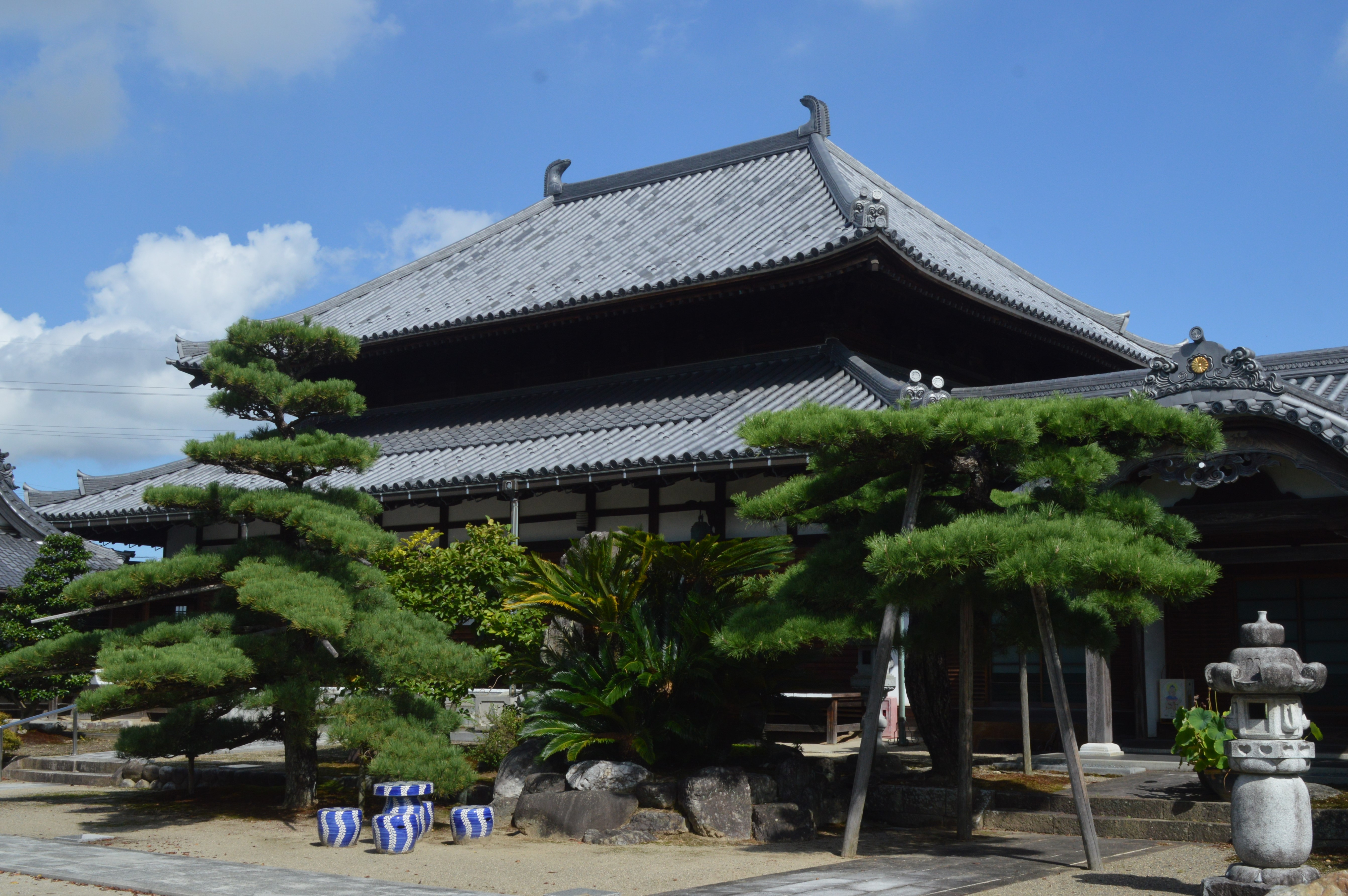
興禅寺

- 鳴海杻神社
- 三明神社
- 神明社
- 興禅寺
- 笑面寺